# София Луиза фон Вюртемберг
София Луиза фон Вюртемберг-Щутгарт (на немски: Sophie Luise von Württemberg; * 19 февруари 1642, Щутгарт; † 3 октомври 1702, Байройт) е принцеса от Вюртемберг и чрез женитба маркграфиня на Бранденбург-Байройт.

## Живот
Дъщеря е на херцог Еберхард III фон Вюртемберг (1614 – 1674) и първата му съпруга Анна Катарина Доротея фон Залм-Кирбург (1614 – 1655).
София Луиза се омъжва на 8 февруари 1671 г. в Щутгарт за Кристиан Ернст фон Бранденбург-Байройт (1644 – 1712) от фамилията Хоенцолерн, маркграф на Княжество Байройт. Той е син на Ердман Август (1615 – 1651). Тя е втората му съпруга.
София Луиза умира на 3 октомври 1702 г. в Байройт. Кристиан Ернст се жени трети път на 30 март 1703 г. в Потсдам за Елизабет София фон Бранденбург (1674 – 1748), дъщеря на курфюрст Фридрих Вилхелм.

## Деца
София Луиза и Кристиан Ернст имат шест деца:
- Кристиана Еберхардина (1671 – 1727), ∞ 1693 крал Август II от Полша и Саксония
- Елеонора Магдалена (1673 – 1711), ∞ Херман Фридрих фон Хоенцолерн-Хехинген
- Клаудия Елеонора София (1675 – 1676)
- Шарлота Емилия (1677 – 1678)
- Георг Вилхелм (1678 – 1726), маркграф на Бранденбург-Байройт
- Карл Лудвиг (1679 – 1680)